# Щенсный, Войцех
Во́йцех То́маш Ще́нсный (пол. Wojciech Tomasz Szczęsny, польское произношение: [ˈvɔjt͡ɕɛx ˈtɔmaʂ ˈʂt͡ʂɛ̃snɨ] (слушать)о файле; род. 18 апреля 1990, Варшава) — польский футболист, вратарь испанского клуба «Барселона». Выступал за сборную Польши. Участник четырёх чемпионатов Европы (2012, 2016, 2020 и 2024) и двух чемпионатов мира (2018 и 2022).  

## Ранние годы
Прежде чем начать заняться футболом, Щенсный учился бальным танцам и метанию копья. Его отец, Мацей — бывший вратарь сборной Польши и его старший брат Ян, также вратарь, играющий в клубе Гвардия Варшава в седьмом дивизионе чемпионата Польши. Является воспитанником клуба «Агрыколя» из Варшавы. Но в 16 лет так впечатлил собой тренеров «Легии», что они разрешили ему тренироваться в их лагере.

## Клубная карьера

### «Арсенал»
В 2006 году Щенсный перешёл в «Арсенал». Игра Войцеха в товарищеских матчах за «Легию» оказала на представителей «Арсенала» такое впечатление, что те незамедлительно договорились о переходе юного кипера в стан «канониров». В качестве компенсации «Легия» получила 200 000 фунтов. Поляк стал выступать за молодёжную команду «канониров». В академии «Арсенала» Войцех быстро произвёл хорошее впечатление и вытеснил из основы Ли Бутчера, с которым впоследствии прекратили сотрудничество. Летом 2007 он подписал профессиональный контракт с лондонской командой. В сезоне 2007/08 польский голкипер сыграл в 23 матчах за молодёжную команду «Арсенала», которая заняла первое место в своей группе юношеского чемпионата Англии. В сентябре 2008 года Щенсный подписал новый долгосрочный контракт с «Арсеналом». Сезон 2008/09 выдался неудачным для Войцеха. Сначала на тренировке он уронил штангу и сломал себе обе руки. Затем в столкновении с одноклубником Санчесом Уоттом он сломал палец ноги. Из-за этого он смог сыграть лишь в четырёх играх резервной команды. Тем не менее, 24 мая 2009 он появился на скамейке запасных в матче основной команды против «Сток Сити». Перед сезоном 2009/10 Щенсный был переведён в первую команду. И уже 22 сентября 2009 года он дебютировал за первую команду в матче против «Вест Бромвича». Несмотря на некоторые ошибки на выходах, уверенная игра Войцеха в рамке позволила «Арсеналу» победить со счётом 2:0.

#### Аренда в «Брентфорд»
20 ноября 2009 года клуб Первой лиги «Брентфорд» договорился об аренде молодого поляка. Он сразу обратил на себя внимание болельщиков своей уверенной игрой. 12 декабря 2009 года в игре против «Лидса» Щенсный был назван игроком матча. Руководству «Брентфорда» не могла не понравиться его игра, поэтому аренда была продлена сначала до 17 января 2010 года, потом до 31 января, а в итоге Войцех остался здесь до конца сезона. Благодаря регулярным эффектным сейвам поляка, некоторые болельщики «Брентфорда» стали называть его лучшим голкипером в истории их клуба. Тренер «Брентфорда» Энди Скотт так отозвался о Щенсном: 
«Его выступления позволяют предположить, что он не затерялся бы не только в Чемпионшипе, но и в Премьер-лиге. Он достиг того уровня, когда удивление вызывает не сейв, а его отсутствие.»
Арсен Венгер также не оставил без внимания выступления Щенсного. Он заявил, что в будущем Войцех обязательно станет основным кипером команды, и даже не исключил, что это случится уже в следующем сезоне. Однако тренер «Арсенала» добавил, что неопытность Войцеха играет против него.

#### Возвращение в «Арсенал»
Перед сезоном 2010/11 у Арсена Венгера не было уверенности, кто будет основным вратарём в команде. Лишь в первом туре чемпионата Англии стало известно, что им по прежнему остаётся Мануэль Альмуния. Хотя самому Войцеху казалось, что наиболее достоин этого Фабианьский. При этом Щенсный заявил, что ждать годами своего шанса в Арсенале он не намерен. Его контракт заканчивался летом 2011 года, и подписывать новый контракт с «Арсеналом» он не торопился, так как никаких гарантий ему не давали, а роль третьего вратаря его не прельщала.

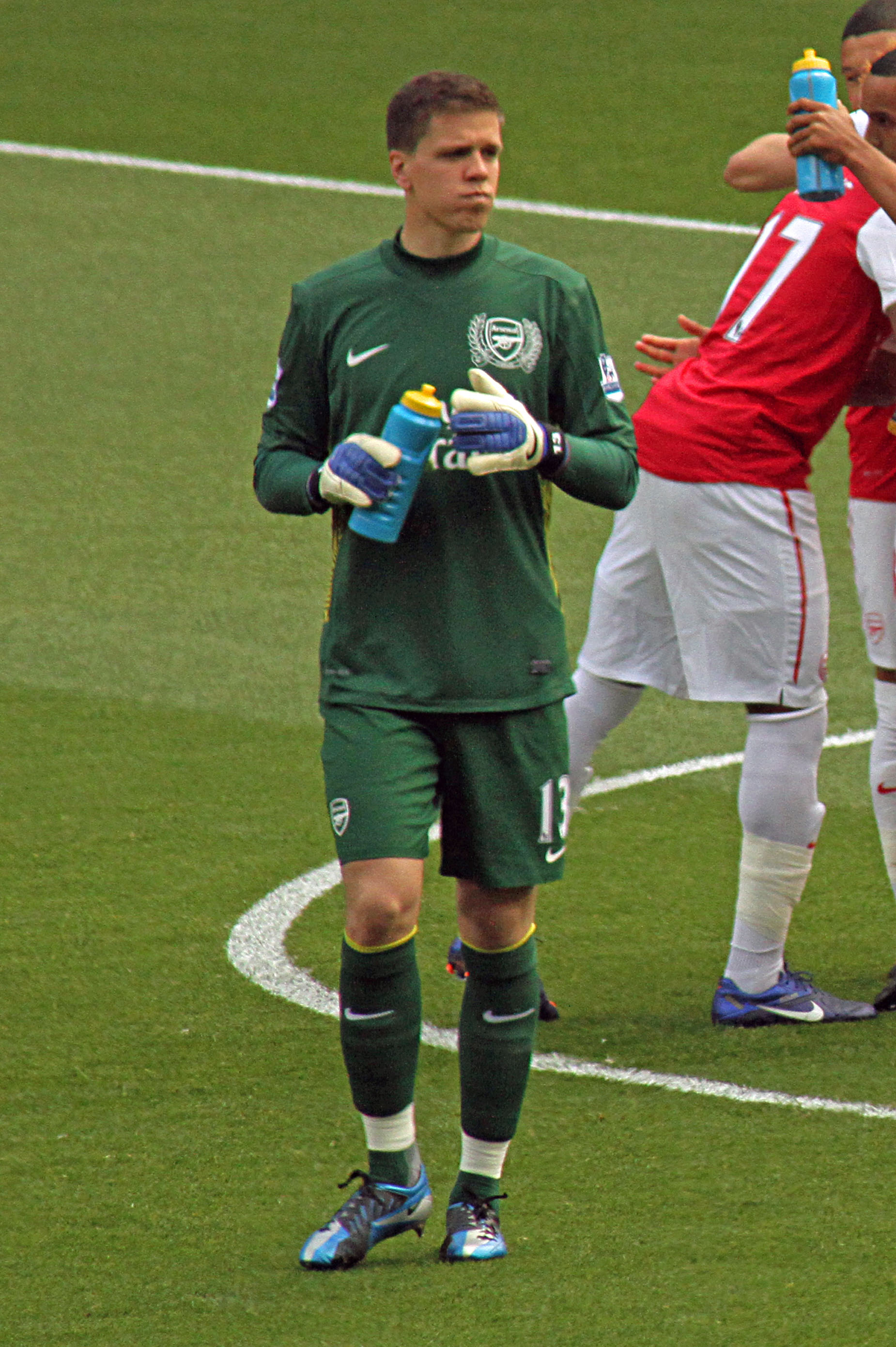
Войцех в игре за «Арсенал» в 2012 году

Однако со временем ситуация изменилась. 25 сентября в домашнем матче против «Вест Бромвич Альбион» «Арсенал» потерпел сенсационное поражение со счётом 2:3. Немалую роль в этом сыграла ошибка Альмунии, из-за которой был пропущен второй гол. После матча было объявлено, что в ходе матча Мануэль получил травму локтя, которая и помешала вратарю сыграть должным образом. После этого Альмуния долгое время отсутствовал (по официальной версии из-за травмы), а основным вратарём фактически стал Фабианьский, который неожиданно для многих начал стабильно демонстрировать игру высокого уровня. Войцех при этом стал вторым вратарём. 11 ноября Щенсный подписал новый долгосрочный контракт с «Арсеналом». Параллельно Войцех сыграл в двух матчах Кубка лиги, не пропустив при этом ни одного мяча. 13 декабря из-за повреждения, полученного Фабианьским, Щенсный получил возможность дебютировать в чемпионате Англии. В матче против «Манчестер Юнайтед» он всё же пропустил один гол, однако специалисты отметили уверенную игру молодого поляка. Позднее выяснилось, что из-за травмы Лукаш будет вынужден пропустить остаток сезона. И таким образом, Щенсный стал основным вратарём «Арсенала». 16 февраля Щенсный дебютировал в Лиге чемпионов в поединке против «Барселоны». «Арсенал» пропустил первым, однако в концовке голы Робина ван Перси и Андрея Аршавина принесли «Арсеналу» домашнюю победу над каталонским клубом. Многие отметили уверенную игру Войцеха в том матче, принимая во внимание несколько отличных сэйвов молодого поляка. 8 марта в ответном матче Лиги чемпионов против «Барселоны» на «Камп Ноу» Войцех вышел в основном составе, однако был заменён уже на 19-й минуте, после того, как отразил мощный удар Алвеса со штрафного. Как оказалось, причиной стала травма пальца, полученная польским голкипером в момент отражения удара. Из-за вывиха поляку пришлось пропустить шесть недель. В сезоне 2011/2012 Войцех отыграл в чемпионате все 38 игр, став полноценно основным игроком команды.
На протяжении следующих двух сезонов Щенсный продолжал оставаться основным голкипером «канониров», однако его игра стабильностью не отличалась и зачастую подвергалась критике. Однако именно в это время поляк помог «Арсеналу» выиграть первый за девять лет трофей — Кубок Англии 2013/2014, а через год повторить этот успех. В 2014 году, после прихода в клуб Давида Оспины Щенсный стал проигрывать конкуренцию колумбийцу и вскоре оказался на скамейке запасных.

### «Ювентус»

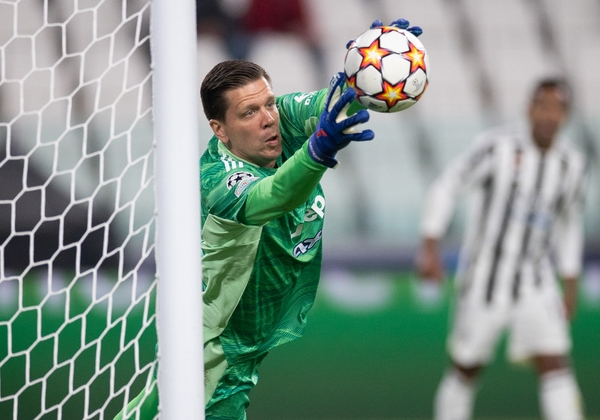
Щесный в составе «Ювентуса»

19 июля 2017 года подписал контракт с «Ювентусом». Сумма трансфера — 12,2 миллиона евро плюс 3,1 миллиона в виде возможных бонусов. В новом клубе вратарь будет играть под 23-м номером. Щенсный переподписал контракт до 2021 года. В «Юве» польский голкипер играл попеременно с легендой клуба Джанлуиджи Буффоном. 11 апреля 2018 года в матче Лиги чемпионов против мадридского «Реала» Щенсный вышел на замену на 96-й минуте, после удаления Буффона. После чего в его ворота с пенальти забил Криштиану Роналду, этот гол стал решающим в противостоянии клубов, и в итоге дальше по турнирной сетке прошёл именно «Реал».
С лета 2018 года, после ухода Буффона в «Пари Сен-Жермен» Войцех стал основным голкипером «Ювентуса». Игрок перенёс операцию на правое колено, которую откладывал до конца сезона.
14 августа 2024 года Щенсный расторг контракт с клубом по обоюдному согласию сторон. 27 августа 2024 года объявил о завершении карьеры.

### «Барселона»
2 октября 2024 года возобновил карьеру ради перехода в «Барселону», нуждавшейся во вратаре после травмы Марка-Андре Тер Штегена. 4 января 2025 года дебютировал за клуб в 1/16 финала Кубка Испании против «Барбастро» и провёл сухой матч (4:0). 12 января 2025 года в финальном матче Суперкубка Испании против мадридского «Реала» (5:2) был удалён за фол последней надежды против Килиана Мбаппе. 26 января 2025 года дебютировал за «Барселону» в чемпионате Испании против «Валенсии» (7:1), пропустил один мяч. 7 июля 2025 года продлил контракт с клубом до 2027 года.

## Карьера в сборной

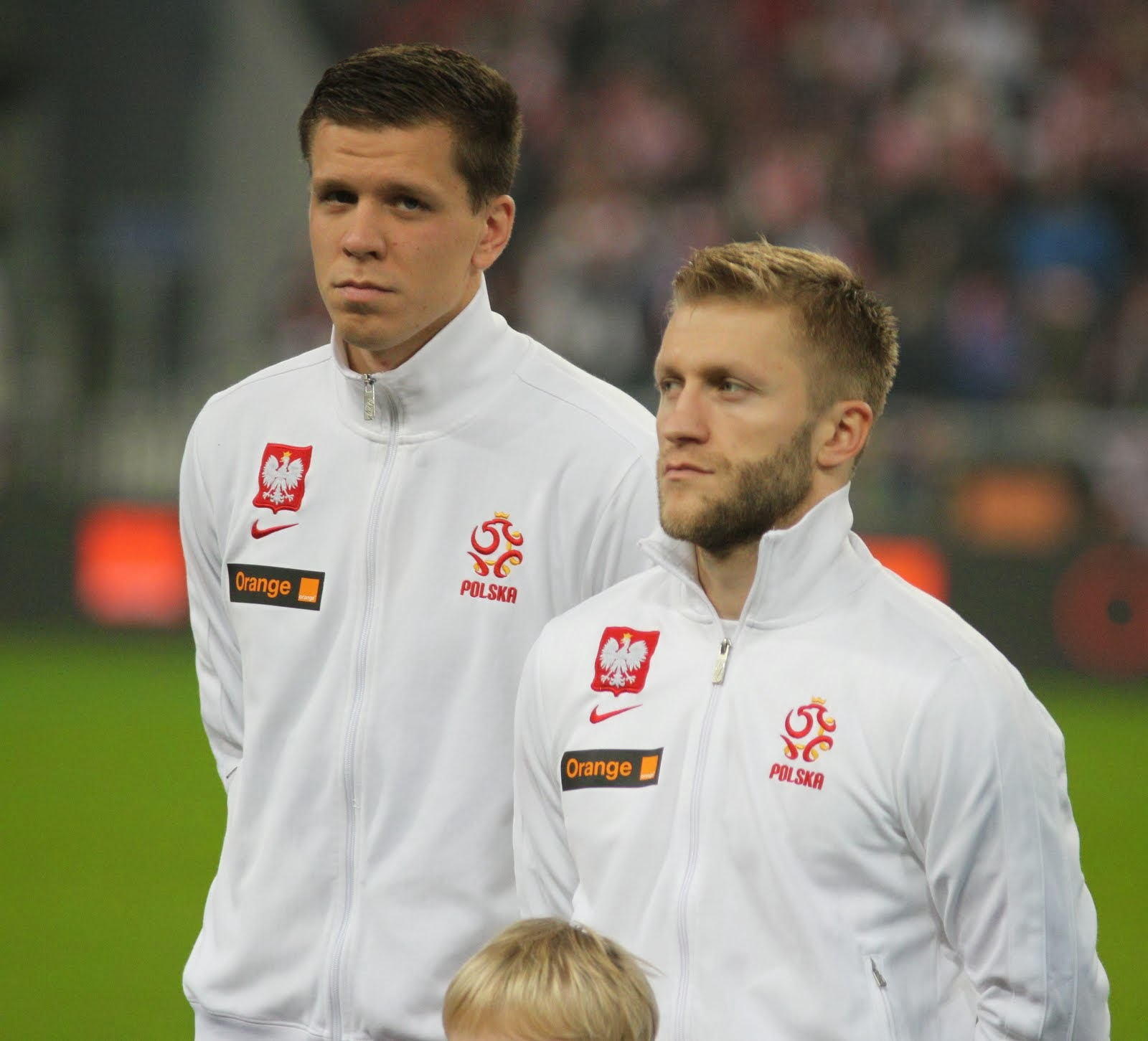
Войцех и Якуб Блащиковский на чемпионате Европы 2012 года

Щенсный начал карьеру в сборной с молодёжной сборной Польши (до 21). Он сыграл во всех трёх матчах своей сборной на квалификации молодёжного чемпионата Европы 2011. В сентябре 2009 тренер главной национальной сборной Польши держал его на примете перед матчами с Северной Ирландией и Словенией. Однако, так как никто из трёх вратарей сборной не выпал из обоймы, Войцех отправился играть за сборную до 21 в матчах с Испанией и Финляндией. 18 ноября 2009 года Войцех совершил полноценный дебют в товарищеском матче с Канадой, выйдя на замену на 46 минуте, и отстояв затем «на ноль»; матч закончился со счётом 1:0 в пользу поляков. Свой второй вызов в сборную Войцех получил в феврале 2011 года. В матче против Норвегии он провёл на поле все 90 минут.
В дальнейшем Щенсный принял участие ещё в ряде товарищеских матчей (Польша автоматически попала на Евро-2012 и не принимала участия в квалификации). Особенно запомнилась игра против Германии, состоявшаяся 6 сентября 2011 года, в которой Войцех совершил ряд отличных сейвов. После матча Оливер Кан отметил, что на поле был лишь один игрок мирового класса — Щенсный. В первом матче Евро-2012 был удалён с поля на 68-й минуте матча за фол последней надежды, а также в ворота поляков был назначен пенальти, однако Георгиос Карагунис его не реализовал.
На Евро-2020 в матче против сборной Словакии Щенсный стал автором первого в истории чемпионатов Европы вратарского автогола: после удара Роберта Мака мяч попал в штангу, потом в голкипера, и в ворота.

## Личная жизнь
Войцех — потомственный вратарь. Его отец Мацей Щенсный также играл в футбол на этой позиции. Войцех женат на польской певице и актрисе украинского происхождения Марине Лученко, которая после бракосочетания взяла двойную фамилию Лученко-Щенсна, а её сценическое имя — MaRina. В 2018 году у них родился сын Лиам, а в 2024 году — дочь Ноэлия.

## Статистика выступлений

### Клубная статистика
| Клуб             | Сезон            | Лига | Лига | Лига  | Кубок страны | Кубок страны | Кубок страны | Кубок лиги | Кубок лиги | Кубок лиги | Еврокубки | Еврокубки | Еврокубки | Прочие | Прочие | Прочие | Итого | Итого | Итого |
| Клуб             | Сезон            | Игры | Голы | Сухие | Игры         | Голы         | Сухие        | Игры       | Голы       | Сухие      | Игры      | Голы      | Сухие     | Игры   | Голы   | Сухие  | Игры  | Голы  | Сухие |
| ---------------- | ---------------- | ---- | ---- | ----- | ------------ | ------------ | ------------ | ---------- | ---------- | ---------- | --------- | --------- | --------- | ------ | ------ | ------ | ----- | ----- | ----- |
| Брентфорд        | 2009/10          | 28   | -29  | 10    | 0            | -0           | 0            | -          | -          | -          | -         | -         | -         | -      | -      | -      | 28    | -29   | 10    |
| Брентфорд        | Итого            | 28   | -29  | 10    | 0            | -0           | 0            | 0          | -0         | 0          | 0         | -0        | 0         | 0      | -0     | 0      | 28    | -29   | 10    |
| Арсенал          | 2009/0           | 0    | -0   | 0     | 0            | -0           | 0            | 1          | -0         | 1          | 0         | -0        | 0         | -      | -      | -      | 1     | -0    | 1     |
| Арсенал          | 2010/11          | 15   | -19  | 6     | 2            | -2           | 0            | 5          | -3         | 3          | 2         | -1        | 1         | -      | -      | -      | 24    | -25   | 10    |
| Арсенал          | 2011/12          | 38   | -49  | 13    | 1            | -0           | 1            | 0          | -0         | 0          | 9         | -8        | 4         | -      | -      | -      | 48    | -57   | 18    |
| Арсенал          | 2012/13          | 25   | -24  | 10    | 4            | -5           | 1            | 1          | -1         | 0          | 3         | -5        | 1         | -      | -      | -      | 33    | -35   | 12    |
| Арсенал          | 2013/14          | 37   | -41  | 16    | 0            | -0           | 0            | 0          | -0         | 0          | 9         | -5        | 6         | -      | -      | -      | 46    | -46   | 22    |
| Арсенал          | 2014/15          | 17   | -21  | 3     | 5            | -4           | 2            | 0          | -0         | 0          | 6         | -6        | 3         | 1      | -0     | 1      | 29    | -31   | 9     |
| Арсенал          | Итого            | 132  | -154 | 48    | 12           | -11          | 4            | 7          | -4         | 4          | 29        | -25       | 15        | 1      | -0     | 1      | 181   | -194  | 72    |
| Рома             | 2015/16          | 34   | -34  | 8     | 0            | -0           | 0            | -          | -          | -          | 8         | -20       | 1         | -      | -      | -      | 42    | -54   | 9     |
| Рома             | 2016/17          | 38   | -38  | 14    | 0            | -0           | 0            | -          | -          | -          | 1         | -3        | 0         | -      | -      | -      | 39    | -41   | 14    |
| Рома             | Итого            | 72   | -72  | 22    | 0            | -0           | 0            | 0          | -0         | 0          | 9         | -23       | 1         | 0      | -0     | 0      | 81    | -95   | 23    |
| Ювентус          | 2017/18          | 17   | -9   | 11    | 2            | -0           | 2            | -          | -          | -          | 2         | -1        | 1         | 0      | -0     | 0      | 21    | -10   | 14    |
| Ювентус          | 2018/19          | 28   | -20  | 11    | 2            | -3           | 1            | -          | -          | -          | 10        | -9        | 5         | 1      | -0     | 1      | 41    | -32   | 18    |
| Ювентус          | 2019/20          | 29   | -33  | 11    | 0            | -0           | 0            | -          | -          | -          | 7         | -6        | 2         | 1      | -3     | 0      | 37    | -42   | 13    |
| Ювентус          | 2020/21          | 30   | -32  | 6     | 0            | -0           | 0            | -          | -          | -          | 7         | -8        | 2         | 1      | -0     | 1      | 38    | -40   | 9     |
| Ювентус          | 2021/22          | 33   | -29  | 12    | 0            | -0           | 0            | -          | -          | -          | 7         | -10       | 3         | 0      | -0     | 0      | 40    | -39   | 15    |
| Ювентус          | 2022/23          | 28   | -26  | 15    | 0            | -0           | 0            | -          | -          | -          | 12        | -14       | 4         | -      | -      | -      | 40    | -40   | 19    |
| Ювентус          | 2023/24          | 35   | -30  | 15    | 0            | -0           | 0            | -          | -          | -          | -         | -         | -         | -      | -      | -      | 35    | -30   | 15    |
| Ювентус          | Итого            | 200  | -179 | 81    | 4            | -3           | 3            | 0          | -0         | 0          | 45        | -48       | 17        | 3      | -3     | 2      | 252   | -233  | 103   |
| Барселона        | 2024/25          | 15   | -12  | 8     | 5            | -6           | 3            | -          | -          | -          | 7         | -17       | 2         | 2      | -1     | 1      | 29    | -36   | 14    |
| Барселона        | Итого            | 15   | -12  | 8     | 5            | -6           | 3            | 0          | -0         | 0          | 7         | -17       | 2         | 2      | -1     | 1      | 29    | -36   | 14    |
| Всего за карьеру | Всего за карьеру | 447  | -446 | 169   | 21           | -20          | 10           | 7          | -4         | 4          | 91        | -113      | 35        | 6      | -4     | 4      | 572   | -587  | 222   |

### Сборная
| Сборная          | Год              | Игры | Голы |
| ---------------- | ---------------- | ---- | ---- |
| Польша           | 2009             | 1    | -0   |
| Польша           | 2010             | 0    | -0   |
| Польша           | 2011             | 6    | -6   |
| Польша           | 2012             | 5    | -2   |
| Польша           | 2013             | 4    | -5   |
| Польша           | 2014             | 6    | -3   |
| Польша           | 2015             | 2    | -2   |
| Польша           | 2016             | 4    | -2   |
| Польша           | 2017             | 4    | -5   |
| Польша           | 2018             | 8    | -9   |
| Польша           | 2019             | 6    | -3   |
| Польша           | 2020             | 3    | -3   |
| Польша           | 2021             | 13   | -19  |
| Польша           | 2022             | 8    | -8   |
| Польша           | 2023             | 9    | -10  |
| Польша           | 2024             | 4    | -4   |
| Всего за карьеру | Всего за карьеру | 83   | -81  |

## Достижения

### Командные
«Арсенал»
- Обладатель Кубка Англии (2): 2013/14, 2014/15
- Обладатель Суперкубка Англии: 2014

«Ювентус»
- Чемпион Италии (3): 2017/18, 2018/19, 2019/20
- Обладатель Кубка Италии (3): 2017/18, 2020/21, 2023/24[англ.]
- Обладатель Суперкубка Италии (2): 2018, 2020

«Барселона»
- Чемпион Испании: 2024/25
- Обладатель Кубка Испании: 2024/25
- Обладатель Суперкубка Испании: 2025

### Личные
- Золотая перчатка английской Премьер-лиги: 2013/14
- Лучший вратарь Серии А: 2019/20
- Член символической «сборной сезона» Серии А: 2022/23